# Gunnar Möller

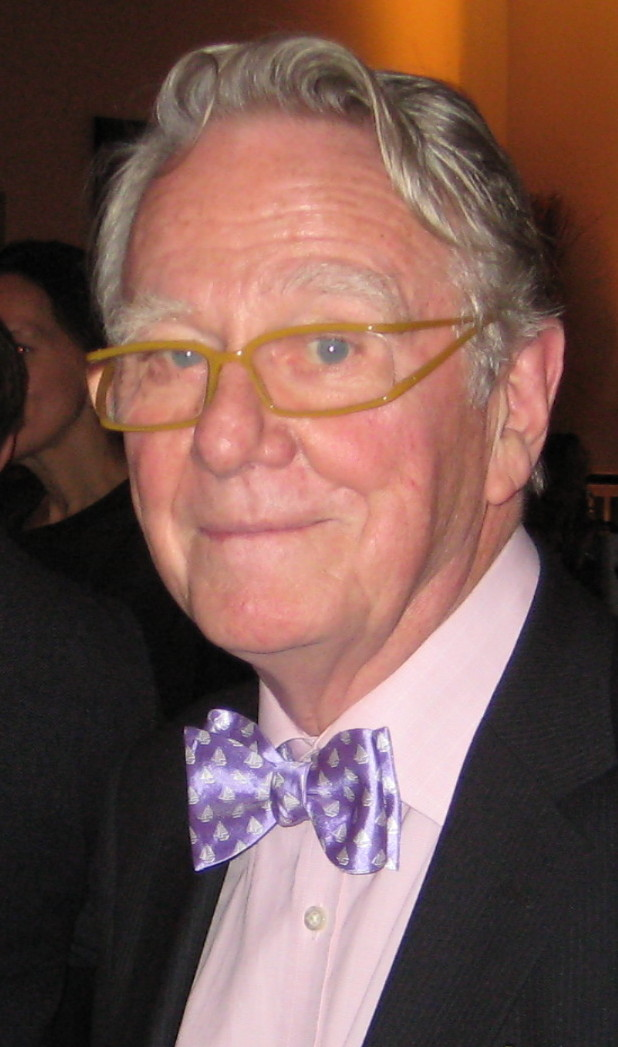
Gunnar Möller 2008 in Hamburg

Gunnar Thor Karl Möller (* 1. Juli 1928 in Berlin-Neukölln; † 16. Mai 2017 in Berlin) war ein deutscher Schauspieler.

## Leben und Werk
Möller wurde 1928 in Berlin als Sohn eines schwedischen Optikermeisters und seiner deutschen Frau geboren. Er übernahm schon als Kind Filmrollen. So spielte er in der Märchenverfilmung Hänsel und Gretel von 1940 den Hänsel und übernahm danach weitere Nebenrollen, unter anderem in den NS-Propagandafilmen Kopf hoch, Johannes! (1941), Die Degenhardts (1943) und Junge Adler (1944). Von 1943 bis 1944 wurde er am Schauspielstudio Lyda Wegener ausgebildet und spielte danach an verschiedenen Berliner Theatern. In der Spielzeit 1945/46 gehörte er zum Ensemble des Staatstheaters Kassel. Ab 1947 arbeitete er in Berlin am Schlossparktheater, später an den Münchner Kammerspielen.
In Filmen der 1950er Jahre war Möller häufig in Rollen als netter junger Mann zu sehen. Bekanntheit erlangte Möller 1955 an der Seite von Liselotte Pulver als Student Andreas in Ich denke oft an Piroschka nach dem gleichnamigen Roman von Hugo Hartung. Über seine Rolle in diesem Film sagte er später einmal: „Eigentlich hätte ich nur den einen Film drehen müssen, alle anderen Filme mit mir sind in Vergessenheit geraten.“
1959 spielte er neben Sonja Ziemann und Brigitte Horney in Frank Wisbars Anti-Kriegsfilm Nacht fiel über Gotenhafen über den Untergang des Kreuzfahrtschiffs Wilhelm Gustloff. Ein Jahr zuvor hatte er mit Wisbar bereits bei dem Kriegsdrama Hunde, wollt ihr ewig leben zusammengearbeitet.
Ab 1954 war er mit der Schauspielerin Brigitte Rau verheiratet, mit der er drei Kinder hatte. Nachdem die Familie mehrfach die Wohnorte gewechselt hatte, ließ sie sich im Londoner Künstlerviertel Hampstead nieder. In den 1960er Jahren spielte Möller auch in England, allerdings blieben die meisten seiner Rollen im englischsprachigen Raum klein. In Deutschland war er ab den 1960er-Jahren nur noch selten im Kino, dafür häufiger im Fernsehen zu sehen. 1972 und 1976 verkörperte er Adolf Hitler in zwei Filmen einer tschechoslowakischen Filmtrilogie. 1979 wurde Möller in London wegen im Affekt verübten Totschlags an seiner Frau zu fünf Jahren Haft verurteilt, von denen er zwei in Großbritannien verbüßte.

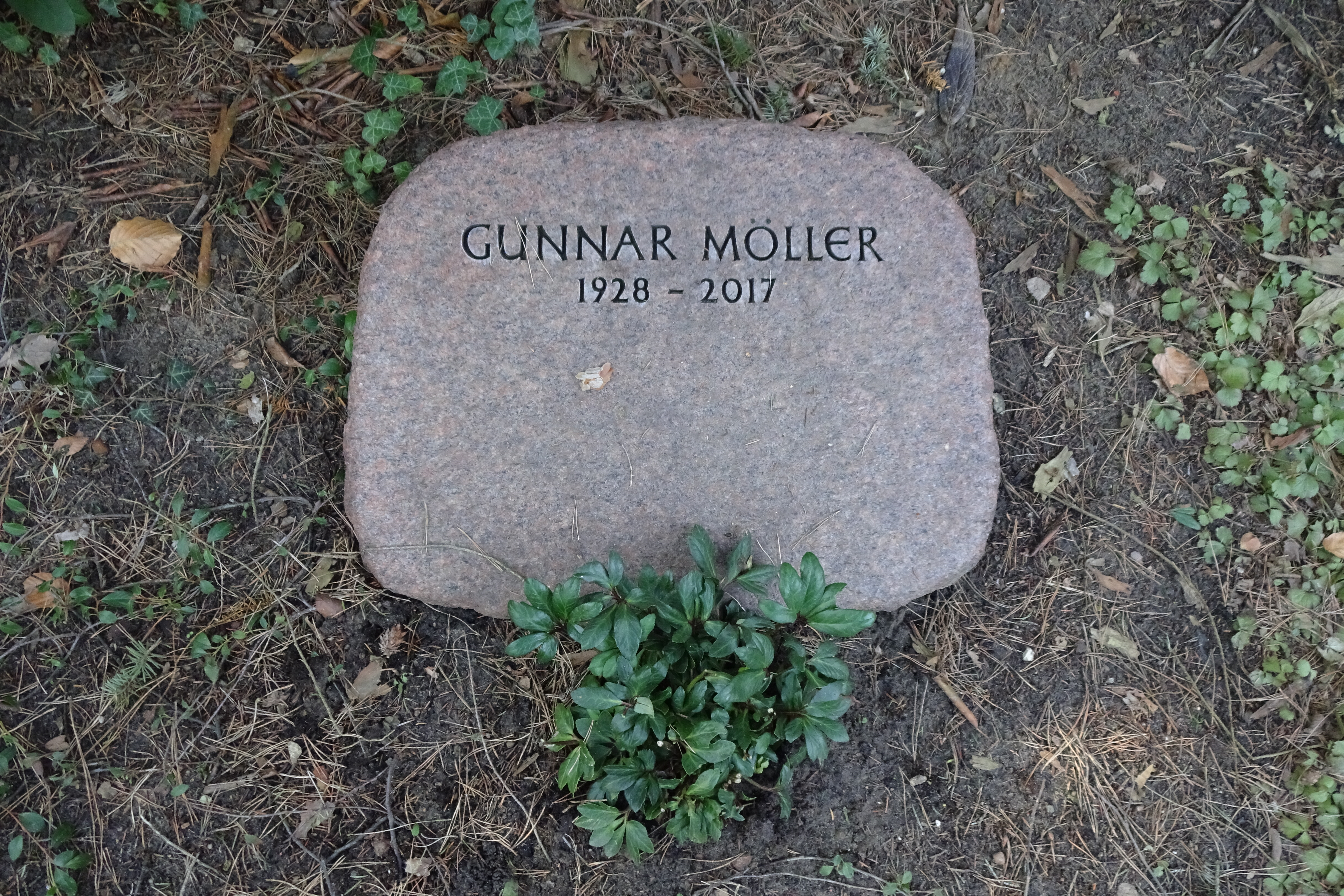
Gunnar Möllers Grabstein auf dem Parkfriedhof Lichterfelde

Nach seiner Entlassung im November 1981 kehrte er nach Deutschland zurück, spielte wieder Theater und trat auch im Fernsehen auf. 2005 feierte er ein Comeback mit dem Film Oktoberfest. Seit 2003 war er mit seiner langjährigen Lebensgefährtin Christiane Hammacher verheiratet. Mit ihr trat er gemeinsam in einer Bühnenfassung von Loriots Dramatischen Werken, einer Produktion der Komödie im Bayerischen Hof, auf, die auch als Gastspiel im deutschsprachigen Raum gezeigt wurde. Gunnar Möller stand noch bis ein Jahr vor seinem Tod für verschiedene Film- und Fernsehproduktionen vor der Kamera.
Möller wurde 2011 zum ordentlichen Ehrenmitglied der „Europäischen Kulturwerkstatt“ (EKW) in Berlin berufen. Die öffentliche Berufung fand anlässlich der Premiere der neuen Fassung von Ich denke oft an Piroschka im Jahr 2011 in Heidenheim an der Brenz statt.
Gunnar Möller starb im Alter von 88 Jahren und fand seine letzte Ruhestätte auf dem Parkfriedhof Lichterfelde.

## Filmografie (Auswahl)
- 1940: Hänsel und Gretel
- 1940: Unser Fräulein Doktor
- 1941: Kopf hoch, Johannes!
- 1941: Immer nur Du
- 1942: Zwischen Himmel und Erde
- 1943: Zirkus Renz
- 1943: Meine vier Jungens
- 1944: Die Degenhardts
- 1944: Am Vorabend
- 1944: Der grüne Salon
- 1944: Junge Adler
- 1944/48: Eine reizende Familie
- 1945: Die Brüder Noltenius
- 1947: Wozzeck
- 1949: Hans im Glück
- 1949: Ich mach dich glücklich
- 1949: Heimliches Rendezvous
- 1949: Wohin die Züge fahren
- 1949: Nach Regen scheint Sonne
- 1950: Fünf unter Verdacht
- 1950: Gabriela
- 1950: Des Lebens Überfluß
- 1950: Der Mann, der zweimal leben wollte
- 1950: Die Jungen von Kranichsee
- 1950: Taxi-Kitty
- 1951: Heidelberger Romanze
- 1952: Der eingebildete Kranke
- 1952: Ferien vom Ich
- 1952: Bis wir uns wiederseh’n
- 1952: Tausend rote Rosen blühn
- 1953: Salto Mortale
- 1953: Hollandmädel
- 1953: Liebe und Trompetenblasen
- 1953: Das tanzende Herz
- 1953: Hokuspokus
- 1954: Hochzeitsglocken
- 1954: Hoheit lassen bitten
- 1954: Die sieben Kleider der Katrin
- 1954: Ein Haus voll Liebe
- 1955: Ich denke oft an Piroschka
- 1955: Sohn ohne Heimat
- 1956: Was die Schwalbe sang
- 1956: Der Fremdenführer von Lissabon
- 1956: Das Donkosakenlied
- 1956: Mein Bruder Josua
- 1956: Rosmarie kommt aus Wildwest
- 1957: Wie schön, daß es dich gibt
- 1957: Der kühne Schwimmer
- 1957: Nachts im Grünen Kakadu
- 1957: Die Winzerin von Langenlois (Und so was will erwachsen sein)
- 1958: Ist Mama nicht fabelhaft?
- 1958: 13 kleine Esel und der Sonnenhof
- 1958: Hunde, wollt ihr ewig leben
- 1959: Dicke Luft und heiße Liebe (SOS Pacific)
- 1959: Nacht fiel über Gotenhafen
- 1960: Bomben auf Monte Carlo
- 1960: Der wahre Jakob
- 1960: Der Vogelhändler
- 1961: Drei weiße Birken
- 1961: Saison in Salzburg
- 1962: Freddy und das Lied der Südsee
- 1962: Die Post geht ab
- 1963: Erotikon – Karussell der Leidenschaften
- 1963: Und wenn der ganze Schnee verbrennt
- 1963: Apartment-Zauber
- 1964: Wenn man baden geht auf Teneriffa
- 1964: Maibritt, das Mädchen von den Inseln
- 1964: Frau Luna
- 1966: Liselotte von der Pfalz
- 1967: Die Stunde der Komödianten (The Comedians)
- 1971: Tatort: AE612 ohne Landeerlaubnis
- 1972: Die Tage des Verrats (Dny zrady)
- 1973: Hamburg Transit Vorstrafen: eine
- 1974: Die Akte Odessa (The O.D.E.S.S.A. File)
- 1975: Tatort: Mordgedanken
- 1976: Die Befreiung Prags (Osvobozeni Prahy)
- 1977: Die Kette
- 1979: Die Abenteuer von Tom Sawyer und Huckleberry Finn (Fernseh-Miniserie)
- 1977–1979: Secret Army (Fernsehserie, 5 Folgen)
- 1983: Im Zeichen des Kreuzes
- 1983: Tatort: Der Schläfer
- 1983: Die Nacht der vier Monde
- 1984: Das Rätsel der Sandbank (Fernsehserie)
- 1986: Ein Fall für zwei (Fernsehserie, Folge Erben und Sterben)
- 1986: Irgendwie und Sowieso (Fernsehserie, Folge Indien und Umgebung)
- 1987: Tatort: Die Macht des Schicksals
- 1988: Der Geschichtenerzähler
- 1989: Tage der Angst
- 1993: Tatort: Deserteure
- 2005: Oktoberfest
- 2006: SOKO 5113 (Fernsehserie, eine Folge)
- 2008: Donna Leon (Fernsehreihe, Folge Blutige Steine)
- 2013: Die Geschichte Mitteldeutschlands (Fernsehserie, eine Folge)
- 2015: Die abhandene Welt
- 2015: Nord Nord Mord – Clüvers Geheimnis (Fernsehfilm)
- 2016: Endstation Glück
- 2016: Le confessioni